# Église Saint-Martin-ès-Vignes de Troyes
L'église Saint-Martin-ès-Vignes est une église catholique située à Troyes, en France.

## Localisation
L'église est située dans le département de l'Aube, sur la commune de Troyes.

## Historique
Ancienne paroisse du diocèse de Troyes en l'archiprêtrise, cure à la collation de l'abbé de Montiéramey, puis après sa suppression en 1768 à celle du prieur de st-Jean-au-Châtel de Troyes. Le prêtre de la cure avait le titre de prêtre-cardinal. L'église était au faubourg st-Martin de la ville de Troyes, entre les portes Comportés et Madeleine. Le 28 juin 1582, la foudre détruisait le petit clocher, mais ce n'est rien par rapport à la destruction totale de l'édifice décidée en 1590 par la comte de st-Pol, il était le commandant pour la Ligue de la ville de Troyes. Ainsi elle ne devait pas servir d'abri en cas de siège ni de réserve de pierres pour le siège. Par contre ses pierres et celles de la commanderie de Saint-Antoine et des Trinitaires servirent à l'édification du fort de Chevreuse. Une chapelle sainte-Jule fut rebâtie sur l'emplacement qui comprenait aussi un puits qui était sur le lieu du martyr de la sainte locale, lorsque les dangers de la guerre furent éloignés. Cette chapelle fut abandonnée lors de la Révolution française et détruite en 1833.
 En 1590, la décision de construire une nouvelle église st-Martin fut décidée sur le terrain de Luc Lorey à deux kilomètres de la ville. L'église a pour dédicace secondaire Sainte Jule, martyre troyenne dont l'église a une série de vitraux sur sa vie et une relique.
L'édifice est classé au titre des monuments historiques en 1908 .

### Puits de Sainte Jule

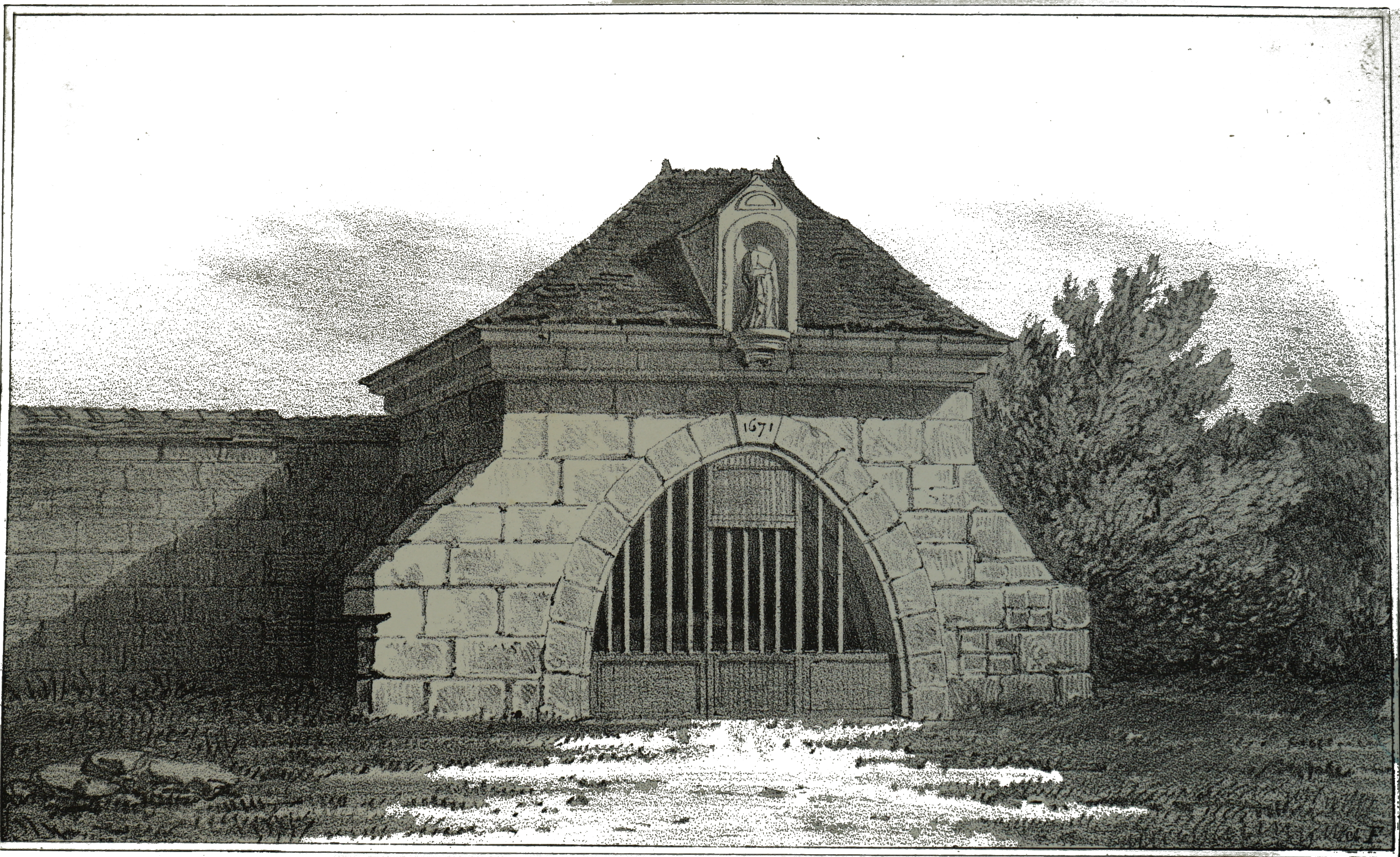
Ancien puits sainte-Jule.

C'est le lieu où la coutume veut que la sainte fut décapitée, c'était un puits qui avait la renommée de guérir les fièvres. Le dernier bâtiment datait du XVIIe siècle en forme d'arcature avec une niche qui abritait la statue de la sainte. Il fut rasé en 1833.
C'est à côté de ce puits que fut trouvé au XVIIIe siècle un tombeau qui fut dit gaulois de par la présence d'une Ascia, ce lieu était connu comme cimetière des juifs.

## Architecture
Détruite à la fin du XVIe siècle, elle fut relevée presque aussitôt sur un plan rectangulaire, le portail lui est de 1681 sur des plans du chanoine Louis Maillet au-dessus du portail se trouvent les armes de l'abbé de Montièramey qui était Pierre Henri Thiebault de Montmorency-Luxembourg. Le clocher est de 1747, le curé Doublet étant en place. Le chevet est à trois pans. Le transept est à une travée et la nef à quatre avec des piliers cylindriques. Un cadran solaire portant la mention Bazin fecit 1778 sous le portique à gauche de la porte d'entrée.
Le Primatice reçut en 1516 les revenus de l'abbaye.

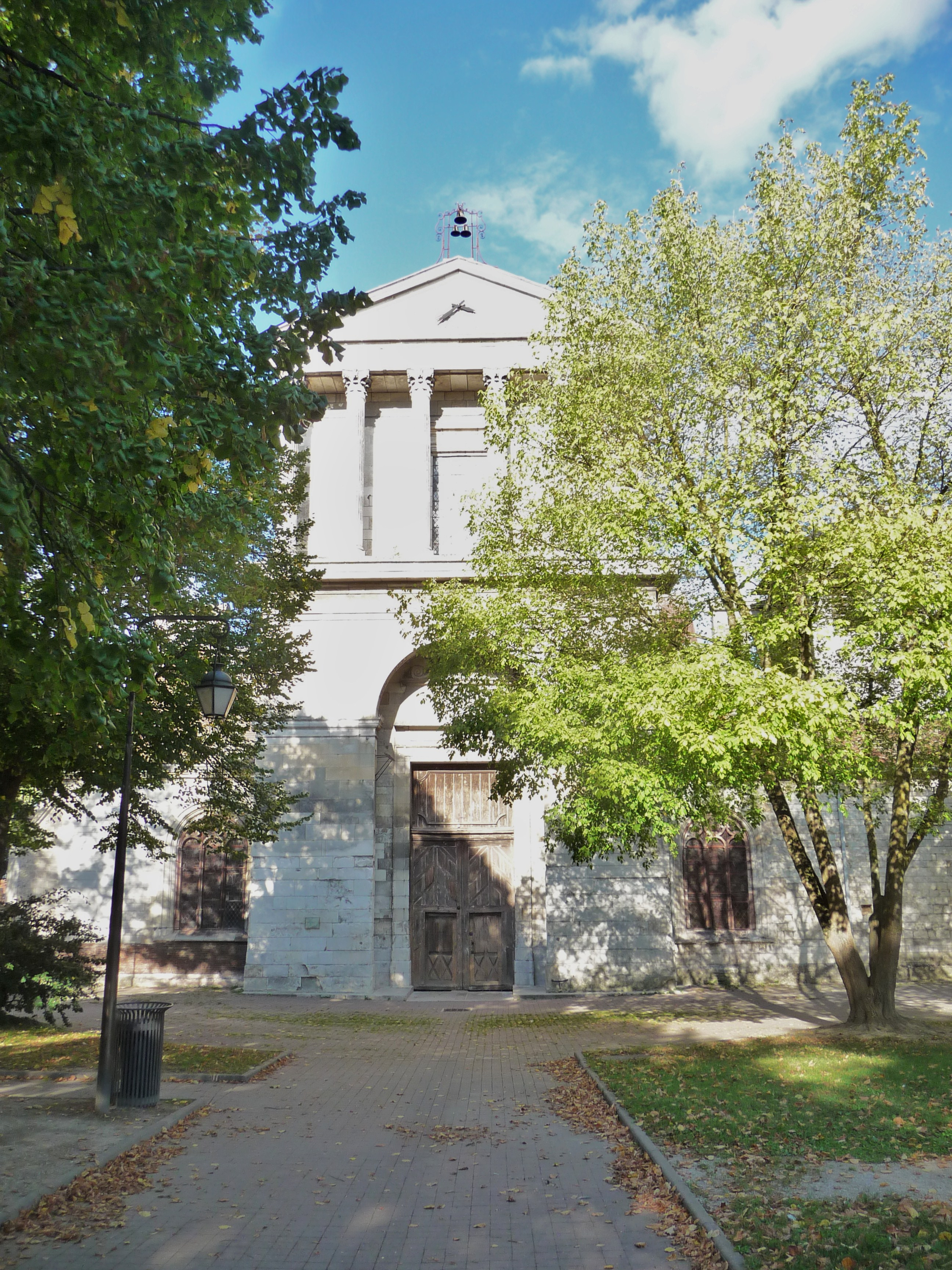
Le portail,
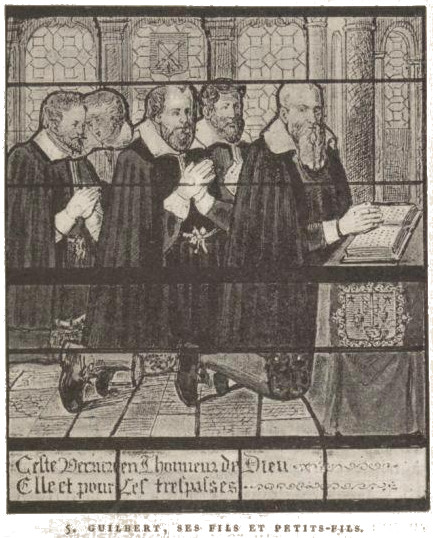
vitrail de donateurs : les Guibert,
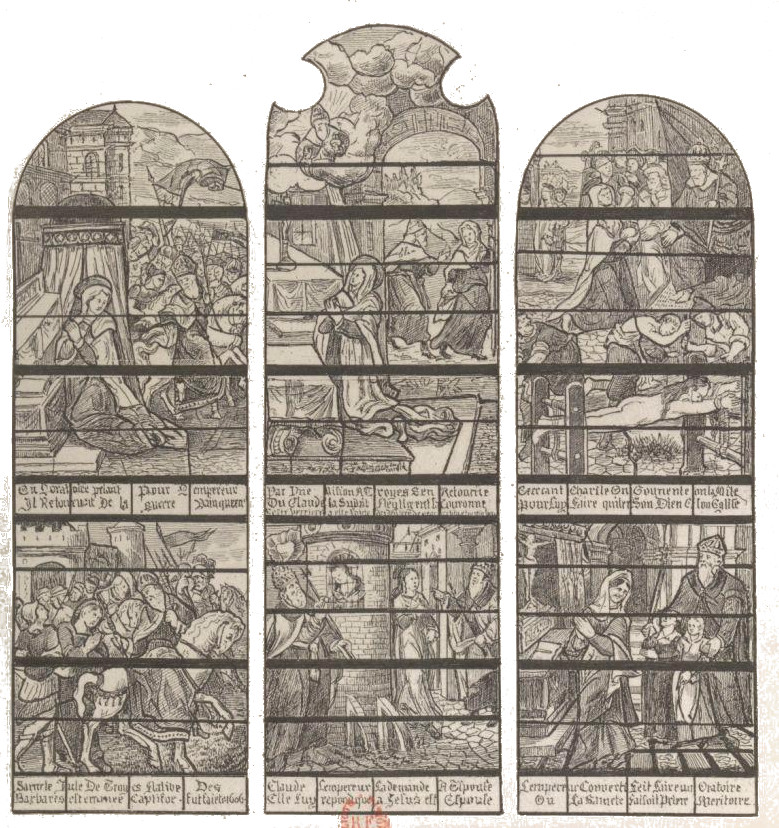
de la vie de sainte Jule,
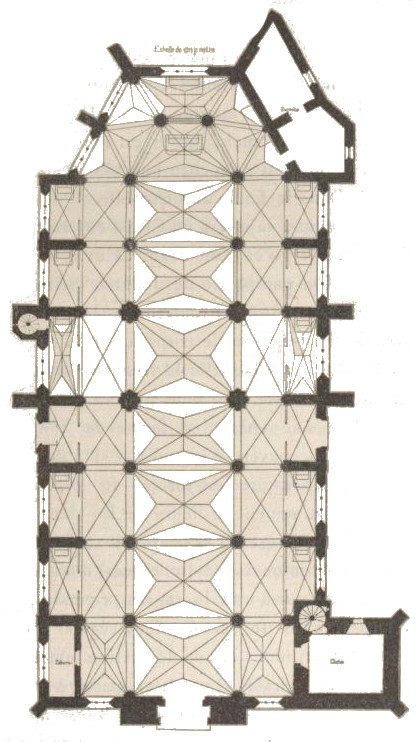
en plan.

### Mobilier
Le carrelage du sol,  datant du XVIe siècle, fut refait à la demande du sculpteur François Joseph Valtat en 1850. Les carreaux furent réalisés par une des tuileries Millard à Montiéramey. Mal préparés et mal cuits, ils ne résistèrent pas au passage. Le frottement des pieds fit disparaître les dessins émaillés aux ornements de motifs végétaux et géométriques. Dimensions 20,5 cm × 20,5 cm
La statuaire 
- de saint Antoine et les deux battants recouverts de velours rouge sont dus au sculpteur François Joseph Valtat. La hauteur du tambour de porte est de 5 mètres pour une largeur de 2,80 m et une profondeur de 1,5 m.
- Une Madeleine(?) en calcaire polychrome et doré[4] du XVIe siècle.
- Une déploratin de Marie en calcaire[5] du XVIe siècle.
- Un Christ aux liens[6] en calcaire avec traces de badigeon.

Les tableaux :
- de Pierre Cossard :
  - Une Résurrection du Christ [7] du XVIIIe siècle,
  - un groupe de panneaux : Saint Edme, l'archevêque de Cantorbéry, une résurrection [8],
  - Une apparition à Madeleine[9].
- Une Descente de Croix de Jacques de Létin[10] du XVIIe siècle.

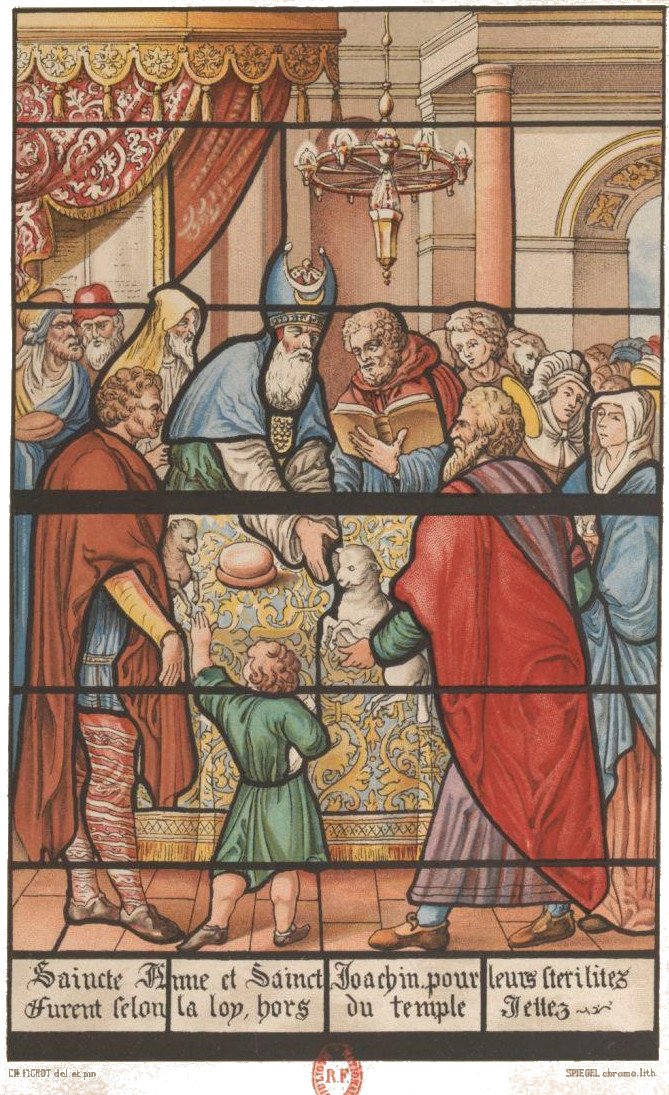
Vitrail Anne et Joachim.

Des fonts baptismaux dont la vasque la tige et le pied sont en marbre rose veiné de blanc. Le couvercle est ovale en laiton doré surmonté d'un globe et d'une croix du XIXe siècle.
L'orgue est de Damien Doublet pour la menuiserie en 1534 pour le buffet central.  Un second buffet derrière en 1878 et de Henri Kuhnowski pour l'ébénisterie en 1963.